# Berville-la-Campagne
Berville-la-Campagne é uma comuna francesa na região administrativa da Normandia, no departamento de Eure. Estende-se por uma área de 8,73 km². Em 2010 a comuna tinha 249 habitantes (densidade: 28,5 hab./km²).